# Římskokatolická farnost Svitávka
Římskokatolická farnost Svitávka je územní společenství římských katolíků s farním kostelem svatého Jana Křtitele. Farnost je součástí boskovického děkanství v rámci brněnské diecéze. Do farnosti patří kromě Svitávky a její části Sasiny také Skalice nad Svitavou, Chrudichromy a Zboněk.

## Historie farnosti
První zmínka o Svitávce pochází z listiny, která pochází (údajně) z roku 1169, kdy král Vladislav daroval Svitávku s farou klášteru hradištskému u Olomouce. Farní kostel je raně barokní stavba z roku 1703. Dnešní podobu získal po požáru roku 1793.

## Duchovní správci
Závěr svého života v letech 1968 až 1974 prožil ve Svitávce jako zdejší administrátor básník Jan Dokulil. Administrátorem excurrendo byl od 1. srpna 2003 do 10. července 2025 R. D. Mgr. Miroslav Šudoma z farnosti Boskovice. K 11. červenci 2025 byl dočasným administrátorem excurrendo ustanoven Michal Polenda z farnosti Křetín.

## Bohoslužby
| Kostel                | Místo                | Bohoslužba (den) | Hodina                                | Poznámka        |
| --------------------- | -------------------- | ---------------- | ------------------------------------- | --------------- |
| svatého Jana Křtitele | Svitávka             | neděle           | 11.00                                 | farní kostel    |
| Panny Marie Pomocnice | Skalice nad Svitavou | čtvrtek          | 18.00 (nepravidelně, dvakrát měsíčně) | filiální kostel |

## Aktivity ve farnosti
Dnem vzájemných modliteb farností za bohoslovce a bohoslovců za farnosti brněnské diecéze je 16. únor. Adorační den připadá na nejbližší neděli po 15. prosinci.
Ve farnosti probíhá výuka náboženství. Vychází jednou měsíčně společný zpravodaj pro farnost Boskovice a Svitávka. V roce 2013 byly ve farnosti pokřtěny 3 osoby, uskutečnilo se 5 pohřbů, o rok později šlo o tři křty a 12 pohřbů.
Ve farnosti se pravidelně pořádá tříkrálová sbírka. V roce 2017 dosáhl výtěžek sbírky ve Svitávce 24 843 korun.
V Chrudichromech byla v roce 1953 dosavadní soukromá trafika přestavěna na kapličku, ta však nesměla být tehdy vysvěcena. Ke změně došlo v roce 1997, kdy po požehnání získala patrocinium svatých Cyrila Metoděje. Od roku 2013 se zde konají vždy v červenci poutě. V roce 2017 byly při pouti požehnány plastiky soluňských bratří. Současně farníci ve spolupráci s obcí při opravách starých křížů vytvářejí vedle nich odpočinková místa s lavičkami.

## Fotogalerie

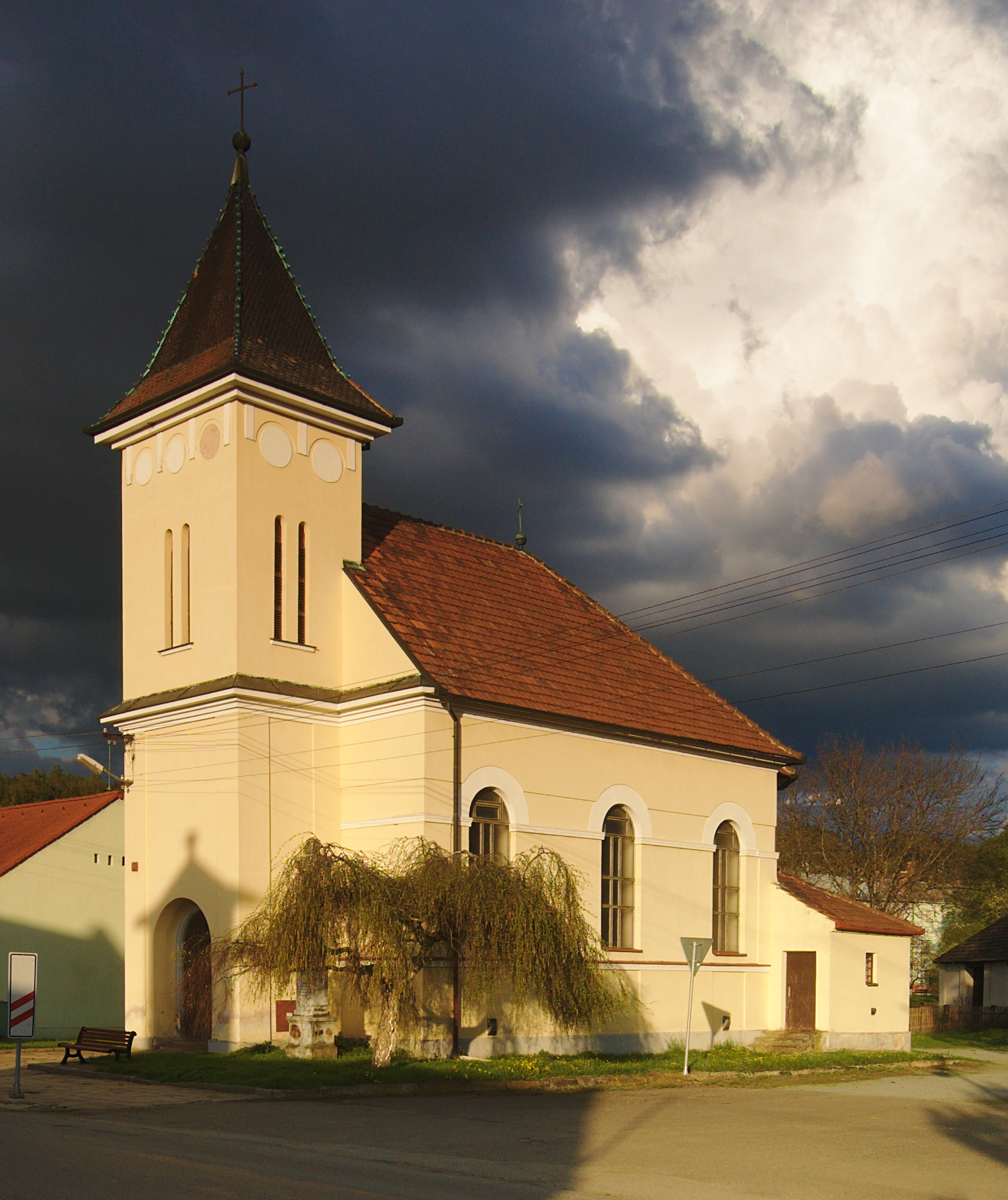
Kostel Panny Marie Pomocnice, Skalice nad Svitavou